# Pristolepis grootii
Pristolepis grootii là một loài cá nước ngọt trong họ Pristolepididae.

## Mẫu định danh
Mẫu định danh thu thập tại sông Tjirutjup trên đảo Belitung.

## Từ nguyên
Tính từ định danh grootii là để vinh danh nhà tự nhiên học kiêm nhà dân tộc chí người Hà Lan là Cornelis de Groot van Embden (1817-1896).

## Phân bố
Loài này được tìm thấy tại Indonesia (Sumatra, Kalimantan, Bangka, Belitung); Malaysia (bán đảo, Sarawak). Fish Base cho rằng nó cũng có ở Thái Lan (dẫn theo Vidthayanon (2002)). Loài này được biết là xuất hiện trong lưu vực sông Deli về phía nam đến lưu vực sông Musi ở Sumatra, lưu vực sông Perak và sông Bernam ở Malaysia bán đảo, và lưu vực sông Rajang về phía nam đến các lưu vực sông Seruyan, Kahayan và Barito ở Borneo. Loài này sinh sống trong đầm lầy, hồ và các dòng suối chảy chậm, thường được tìm thấy trong các môi trường sống nước đen liên quan đến đầm lầy than bùn.

## Đặc điểm
Chiều dài tối đa 18,4 cm. Cơ thể thuôn dài ép dẹp, chiều sâu ~36% chiều dài cơ thể, chiều ngang ~14,5% chiều dài cơ thể; đầu tù và lồi, ~27% chiều dài cơ thể, chiều cao đầu tương đương chiều dài đầu; đường kính mắt ~25% chiều dài đầu; đường mõm-lưng lồi trước mắt, hơi lõm phía trên mắt; mõm lồi, tương đương chiều dài hốc mắt; các hàm cân đối, hàm trên thò thụt phía dưới phần trước hốc mắt; răng nhiều hàng và nhỏ, các răng lớn hơn hình nón ở hàng ngoài phía trước, răng xương lá mía nhỏ thuôn dài nằm ngang ở phía trước tấm vòm miệng; các răng tấm vòm miệng nhỏ sắp xếp ở hai bên thành dải nhỏ; răng chân bướm dạng hột trên tấm hình ôvan thuôn dài, răng lưỡi dạng hột nằm trên tấm giống hình cái nậm; hầu như không thấy răng ở xương dưới hốc mắt; xương trước nắp mang gần hình chữ nhật với các góc bo tròn, hơi có răng cưa; xương liên nắp mang không khía răng cưa; vảy lược, ở hai bên thân ~30 hàng theo chiều dọc và ~15 hàng theo chiều đứng, đường bên với hàng vảy đơn hình ống nhỏ đơn giản, bị gián đoạn phía dưới phần sau vây lưng mềm; gốc tia mềm có vảy, các tia mềm vây lưng và vây hậu môn vươn tới đuôi; tia gai vây lưng khoảng 50% dài hơn các tia còn lại; vây ngực tù, vây bụng nhọn hầu như không dài hơn, khoảng 21% chiều dài cơ thể; vây đuôi thuôn tròn, bằng ~21% chiều dài cơ thể. Thân và vây có màu xanh lục nâu ôliu. Vây lưng: tia gai 13, tia mềm 16-17; vây ngực: tia gai 2, tia mềm 12; vây chậu: tia gai 1, tia mềm 5; vây hậu môn: tia gai 3, tia mềm: 9-10; vây đuôi: 14 tia, rộng và ngắn.

## Sử dụng
Có giá trị làm cá thực phẩm ở quy mô địa phương.